# Guastatoya
Guastatoya est une ville du Guatemala située dans le département d'El Progreso.